# Young (canção)
"Young" é uma canção do cantor sul-coreano Baekhyun e do rapper Loco. A canção foi lançada em 31 de agosto de 2018 pela SM Entertainment através da Station X 0, spin-off da SM Station.

## Antecedentes e lançamento
Em 23 de julho de 2018, foi anunciado que Baekhyun lançaria um single em colaboração com Loco para a Station X 0, mas que a data de lançamento ainda não havia sido revelada. Em 17 de agosto, foi informado o nome da canção, intitulada "Young", e o dia de seu lançamento para 31 de agosto.
Produzida por Ludvig Evers, Jin Bo, G.Soul, Loco e Jonatan Gusmark, "Young" é descrita como uma canção de R&B e soul. Os instrumentais atmosféricos de "Young" e um uso sucinto de tubos intermitentes, levantam a música apesar de seus registros baixos.  O single foi lançado oficialmente em 31 de agosto.

## Vídeo musical
Em 29 de agosto, um teaser do vídeo foi lançado. Seu vídeo musical foi lançado oficialmente em 31 de agosto. O videoclipe apresenta um retrato abstrato de se libertar de um estilo de vida repetitivo e encontrar sua própria individualidade.

## Lista de faixas
| N.º            | Título          | Letras         | Música                                          | Arranjo                      | Duração |  |
| 1.             | "Young"         | JQ TOMBOY Loco | Ludvig Evers Jin Bo G.Soul Loco Jonatan Gusmark | Ludvig Evers Jonatan Gusmark | 03:49   |  |
| 2.             | "Young" (Inst.) |                | Ludvig Evers Jin Bo G.Soul Loco Jonatan Gusmark | Ludvig Evers Jonatan Gusmark | 03:49   |  |
| Duração total: | Duração total:  | Duração total: | Duração total:                                  | Duração total:               | 07:38   |  |

## Gráficos
| Gráfico (2018)                     | Melhores posições |
| ---------------------------------- | ----------------- |
| Coreia do Sul (Gaon Digital Chart) | 11                |